# Entre Rios do Oeste

Entre Rios do Oeste este un oraș în Paraná (PR), Brazilia.